# Євразійська плита
Євразійська плита — плита літосфери, що покриває велику частину Євразійського континенту. У Євразійську плиту не входять Індостан, Аравійський півострів і частина східного Сибіру східніша Верхоянського хребта. Має площу — 1,1963 стерадіан. Зазвичай у її складі розглядають плити: Адріатичну, Егейського моря, Анатолійську, Амурську, Янцзи, Окінава, Сундську, Бірманську, Тиморську, моря Банда і Молуккського моря.
Західна частина Євразійської плити тягнеться до Серединно-Атлантичного хребта і захоплює частину Ісландії. На півночі євразійської плити розташований величезний шельф, через пасивну континентальну околицю перехідний в басейн Північного Льодовитого океану, і обмежений хребтом Гаккеля. На півдні Євразійської плити розташована величезна колізіонна зона: пояс гір що утворилися в результаті закриття океану Тетіс і зіткнення її з Індостанською плитою.

## Геологічна будова

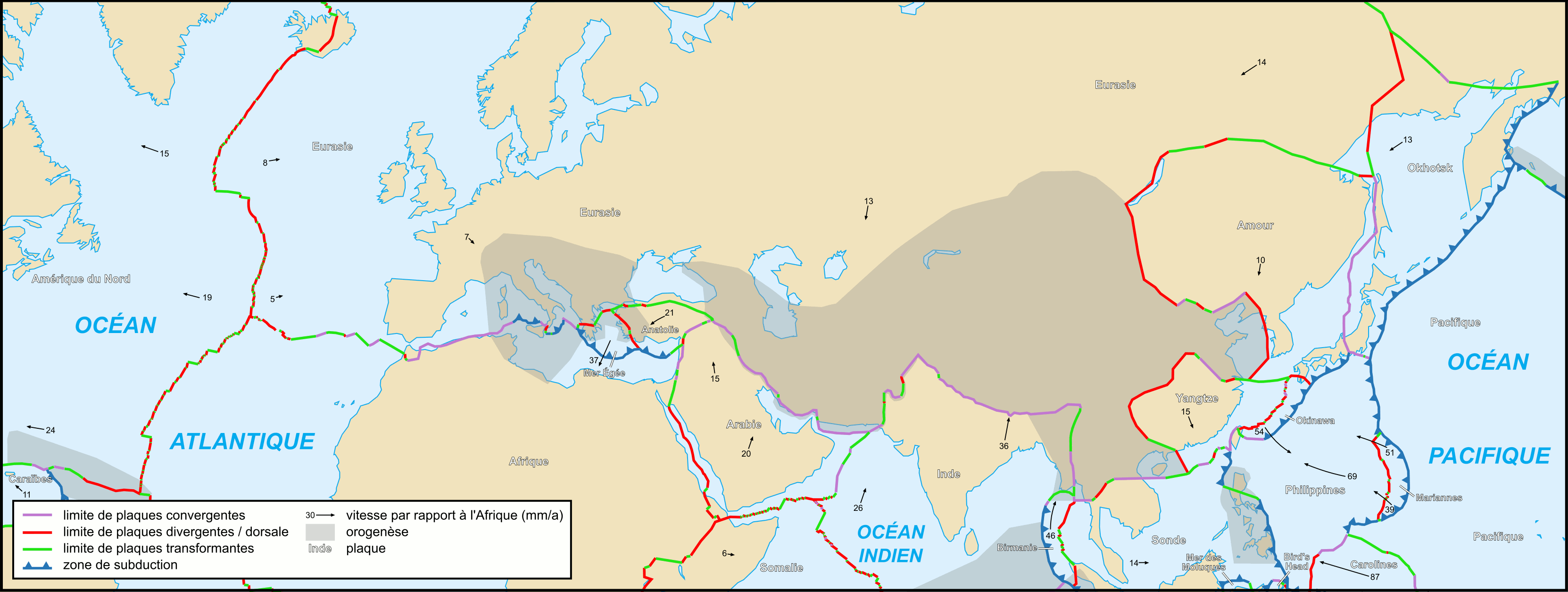
Мапа Євразійської плити

Євразійська плита займає величезну площу — 67 800 000 км², це третя за розміром плита і вона має найбільшу континентальну кору. Вона має дуже складну геологічну будову. На ній можна виділити дві великих платформи: Східно-Європейську і Сибірську. Платформи оточені відносно молодими складчастими поясами складної будови. Сибірська платформа з півдня обмежена Алтає-Саянською складчатою областю і Монголо-Охотським складчастим поясом. На півночі від платформи розташовані Таймирські гори, відокремлені від неї Хатангським прогинанням. На сході Сибірська платформа обмежена Верхоянським хребтом, який утворився шляхом насунення на неї відкладень континентального шельфу, в результаті руху Північно-Американського континенту.
Східно-Європейська платформа на заході обмежена, так званою лінією Дрейзера, — зоною зчленовування, за якою розташовані Карпати і інші складчасті споруди. На півдні вона обмежена Чорним і Каспійським морями, і Кавказом. На сході межею платформи служать Уральські гори, які відокремлюють її від Західно-Сибірської низовини. Ця низовина, розташована між двома платформами, і в геологічному відношенні є блоком кори, що сформувався внаслідок злипання безлічі острівних дуг, мікроконтинентів та інших террейнів, перекритих могутнім шаром мезозойських і кайнозойських осадів.